# Famille Onkelinx
Cette page explique l’histoire ou répertorie les différents membres de la famille Onkelinx.
La famille Onkelinx, est une famille belge de personnalités politiques.

## Liens de filiation entre les personnalités
- Maurice Joseph Onkelinx (nl), né à Goyer le 12 mars 1905, échevin et bourgmestre faisant fonction de la commune limbourgeoise de Goyer.
  - Gaston Onkelinx, homme politique et parlementaire belge, né à Goyer le 14 juillet 1932.
    - Alain Onkelinx né le 20 décembre 1956 à Ougrée, homme politique belge, parlementaire et vice-président du parlement wallon.
    - Laurette Onkelinx, née le 2 octobre 1958 à Ougrée, parlementaire et femme d'État belge.